# Stanisław Toruń
Stanisław Julian Toruń, właśc. Toroń (ur. 27 marca 1891, zm. ?) – podpułkownik dyplomowany piechoty Wojska Polskiego, kawaler Orderu Virtuti Militari.

## Życiorys
Stanisław Toruń urodził się 27 marca 1891. Był synem Wojciecha (1863–1934), urzędnika kolejowego, i Katarzyny z Nazimków (1861–1939) oraz bratem Leopolda (1887–1955), podpułkownika inżyniera Wojska Polskiego i Władysława (1889–1924), podpułkownika obserwatora Wojska Polskiego. Miał także siostry.
Uczył się w C. K. II Szkole Realnej we Lwowie, gdzie w 1910 ukończył ostatnią, VII klasę, a w lutym 1911 zdał egzamin dojrzałości.
W C. K. Obronie Krajowej został mianowany kadetem w rezerwie piechoty z dniem 1 stycznia 1914. Był przydzielony do 19 pułku piechoty we Lwowie. Podczas I wojny światowej został awansowany na podporucznika w rezerwie piechoty Obrony Krajowej z dniem 1 maja 1915 i był nadal przydzielony do 19 pułku piechoty, przemianowanego w 1917 na 19 pułk strzelców.
Po zakończeniu I wojny światowej, jako były oficer wojsk austriackich został przyjęty do Wojska Polskiego i zatwierdzony w stopniu porucznika (tak samo jego brat Władysław). Od 1 maja do 7 czerwca 1919 w Warszawie był słuchaczem II kursu adiutantów, a od 24 czerwca – I kursu wojennego Szkoły Sztabu Generalnego. 4 grudnia 1919 został zaliczony do korpusu oficerów Sztabu Generalnego.
Został awansowany na stopień kapitana piechoty ze starszeństwem z dniem 1 czerwca 1919. W 1923 był przydzielony z 31 pułku piechoty z Łodzi do Dowództwa Okręgu Korpusu Nr IV w tym samym mieście, gdzie pełnił stanowisko szefa Oddziału I Sztabu. Z dniem 1 listopada 1924 został przydzielony z DOK IV do 31 pp z równoczesnym odkomenderowaniem na roczny kurs doszkolenia w Wyższej Szkole Wojennej w Warszawie. Z dniem 15 października 1925, po ukończeniu kursu i otrzymaniu dyplomu naukowego oficera Sztabu Generalnego, został ponownie przydzielony do DOK IV. Został awansowany na stopień majora piechoty ze starszeństwem z dniem 1 stycznia 1927. W czerwcu 1927 został przeniesiony do 13 Dywizji Piechoty w Równem na stanowisko szefa sztabu. W listopadzie 1928 został przeniesiony do 52 Pułku Piechoty w Złoczowie na stanowisko dowódcy batalionu. W grudniu 1929 został przeniesiony do Oddziału IV Sztabu Głównego w Warszawie. Na stopień podpułkownika został mianowany ze starszeństwem z 19 marca 1938 i 8. lokatą w korpusie oficerów piechoty. W marcu 1939 nadal pełnił służbę w Oddziale IV SG na stanowisku kierownika samodzielnego referatu.
Po wybuchu II wojny światowej w 1939 był oficerem do zleceń w Dowództwie Obrony Warszawy. Dostał się do niewoli niemieckiej i przebywał w Oflagu VII A Murnau.

## Ordery i odznaczenia
- Krzyż Srebrny Orderu Wojskowego Virtuti Militari
- Krzyż Kawalerski Orderu Odrodzenia Polski (20 grudnia 1946)[29]
- Krzyż Walecznych[15][21]
- Złoty Krzyż Zasługi (10 listopada 1928)[30][2]
- Medal Niepodległości (16 marca 1937)[31]
- Brązowy Medal Zasługi Wojskowej na wstążce Krzyża Zasługi Wojskowej (Austro-Węgry, przed 1916)[10], z mieczami (przed 1918)[10]
- Krzyż Pamiątkowy Mobilizacji 1912–1913 (Austro-Węgry, przed 1918)[11]